# بیشه‌های آلبانی

بیشه‌زارهای آلبانی (به انگلیسی: Albany thickets) یک منطقه بوم‌گردی از جنگل‌های انبوه در جنوب آفریقای جنوبی است که در پیرامون منطقه آلبانی در دماغه شرقی (از آنجایی که نام این منطقه سرچشمه گرفته‌است) متمرکز شده‌است.
آب‌وهوا خشک است، به‌ویژه زمانی که فرد به داخل خشکی می‌رود، اما دره‌های سایه‌دار خنک‌تر از زمین‌های پیرامون است که در تابستان گرم، در زمستان سرد است و بارندگی‌های نامنظم دریافت می‌کند.

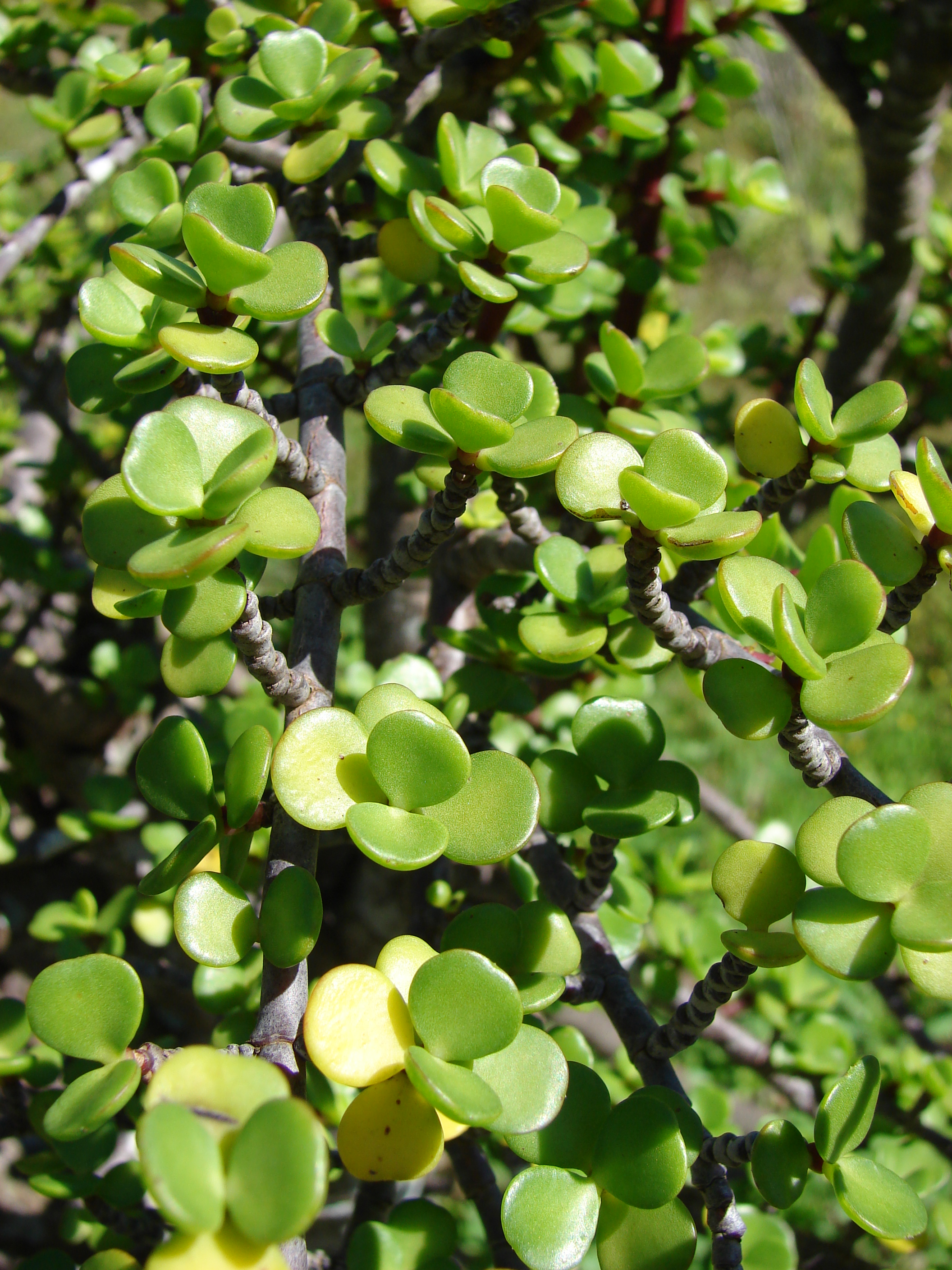
گیاه آبدار بوته خوک یک گونه غالب است.